# 우성은
우성은(1992년 1월 21일 ~ )은 대한민국의 성우로, 2013년 한국방송 성우극회 38기 공채로 입사했다. 배우자는 같은 소속의 성우인 신범식이다.

## 출연작

### 애니메이션
- 헬로 카봇 유니버스(SBS) - 딜로포쿵
- 숲 속 친구 스토니즈(KBS) - 거품벌레, 이끼흉내대벌레

### 외화
- 닥터후 시즌 10(KBS) - 키티(아시아튜 코로마)
- 리썰 웨폰(KBS) - 알바레즈 부인(베로니카 디아즈) / 해나(앨리사 디아즈)

### 영화
- 찬실이는 복도 많지(2020) - 고사손님 역
- 국도극장(2020) - 순천 멀티플랙스 직원 역
- 입천장까지 까지도록 와그작(2020)